# Соатова, Шахноза Мирзарахимовна
Шахноза Мирзарахимовна Соатова (ранее Турахужаева, 2 августа 1977, Ташкент, Узбекская ССР, СССР) — узбекская колумнистка, блогер и общественный деятель. Обладательница медали «Шухрат» (2020), первый блогер, получивший государственную награду от президента Узбекистана.

## Биография
Шахноза Соатова родилась 2 августа 1977 года в Ташкенте. Детство провела в махалле Окмачит Учтепинского района. Рано потеряла отца.
В 1994 году поступила на факультет узбекской филологии Ташкентского государственного университета (ныне Национальный университет Узбекистана) и окончила его в 1999 году. Под руководством доктора филологических наук, профессора Бегали Касымова вела научное исследование по теме «Материалы туркестанской литературы» в журнале «Шура».
Шахноза Соатова имеет многолетний издательский и редакторский опыт, работала в журналах «Хамшира» (1999—2000), «Ёш Куч» (2000—2004), «Об» (2006—2009); «Радио Замин» (2005—2006);  в издательствах «Golden pages» (2009—2011), «Akademnashr» (2011—2014 гг.), «Spectrum» (2015—2017) и «Маънавият» (2017—2018). В качестве главного редактора Духовного издательства руководила изданием ряда школьных учебников и пособий. Она также издала книги и практические пособия на узбекском «Секреты женского счастья» (узб. «Ayol baxti sirlari»), «СМИ в эпоху реформ: вопросы трансформации информации и профессиональной этики» (узб. «Islohotlar davrida ommaviy axborot vositalari: axborot transformatsiyasi va kasb etikasi muammolari»), «Пособие для муниципальных депутатов» (узб. «Mahalliy kengashlar deputatlari uchun qoʻllanma»), «Медиаграмотность и фейковые новости: границы прав и обязанностей» (узб. «Mediasavodxonlik va Fake-news: huquq va masʼuliyat chegarasi»).
В 2018 победила в чемпионате блогеров Узбекистана, а в 2019 была включена в список «Топ-30 общественных активистов в СМИ и интернет-пространстве», опубликованный общенациональным движением «Юксалиш».
С 2018 года начала работать в Министерстве юстиции Республики Узбекистан. В настоящее время является советницей министра юстиции по вопросам повышения эффективности духовно-просветительской работы, обеспечения соблюдения законов о государственном языке и членом Экспертного совета при Комитете по гендерному равенству Сенат Олий Мажлиса Республики Узбекистан.